# 아들린 데르미
아들린 데르미(프랑스어: Adeline d'Hermy, 1987년 4월 11일 ~ )는 프랑스의 배우, 댄서이다. 2018 로미 슈나이더상 수상자이다.